# Artanga
Artanga es un lugar español del municipio de Urraúl Alto, perteneciente a la Comunidad Foral de Navarra.

## Historia
Hacia mediados del siglo XIX, el lugar, ya por entonces perteneciente a Urraúl Alto, tenía contabilizada una población de 27 habitantes. Aparece descrito en el segundo volumen del Diccionario geográfico-estadístico-histórico de España y sus posesiones de Ultramar de Pascual Madoz con las siguientes palabras:

ARTANGA: l. del valle y ayunt. Urraul-alto en la prov., aud. terr. y c. g. de Navarra, merind. de Sangüesa (3 leg.), part. jud. de Aoiz (3), dióc. de Pamplona (7); arciprestazgo de Longuida: sit. en una hondonada entre barrancos, circuidos de alturas; le combaten principalmente los vientos del N. y S., y goza de clima muy saludable. Tiene 5 casas y 1 igl. parr. bajo la advocacion de San Pedro, servida por 1 cura párroco llamado abad. Confina el térm. por N. con el de Aristu, por E. con el de Ayechu, por S. con el de Chastoya ó Cestovi, y por O. con el de Zariquieta, de cuyos puntos dista 1/2 leg poco mas ó menos. Le cruza pasando cerca de la pobl. 1 riach. que corre hasta el l. de Artajo del valle de Longuida, donde se incorpora al r. Irati; sus aguas de buena calidad sirven para el consumo de los vec. y abrevadero de ganados. El terreno es quebrado, áspero, y comprende montes poblados de robles, hayas y encinas, y abundancia de pastos para el ganado; la parte destinada á labor no escede de 50 robadas, y aun estas son muy flojas, de modo que solo rinden ordinariamente el 2 por 1 de sembradura: prod. trigo, avena y algunas legumbres; cria ganado mular, vacuno, y mucho lanar y cabrio; hay caza mayor y menor, y pesca de varias clases en dicho riach.: pobl.: 5 vec.; 27 alm.: contr. con el valle.
(Madoz, 1845, p. 599)

En 2023, la entidad singular de población tenía empadronado 1 habitante.